# A Titán
A Titán (eredeti cím: The Titan) 2018-as sci-fi thriller film Lennart Ruff rendezésében. A főszerepben Sam Worthington, Taylor Schilling és Tom Wilkinson látható. A film nemzetközi koprodukció az Egyesült Királyság, az Egyesült Államok, Németország és Spanyolország között.
A filmet 2018. március 30-án mutatta be a Netflix. Az Egyesült Királyságban 2018. április 13-án mutatta be a Signature Entertainment.

## Rövid történet
Mikor a Földet a kihalás és a végzet fenyegeti, egy család részt vesz egy tudományos kísérletben, hogy kiderítsék, hogyan élne az emberiség a Szaturnusz Titán nevű holdján.

## Szereplők
| Szerep              | Színész                | Magyar hang       |
| ------------------- | ---------------------- | ----------------- |
| Rick Janssen        | Sam Worthington        | Széles Tamás      |
| Dr. Abigail Janssen | Taylor Schilling       | Molnár Ilona      |
| Martin Collingwood  | Tom Wilkinson          | Forgács Gábor     |
| Dr. Freya Upton     | Agyness Deyn           | Nemes Takách Kata |
| Tally Rutherford    | Nathalie Emmanuel      | Trokán Nóra       |
| Dr. Iker Hernández  | Diego Boneta           |                   |
| Jim Petersen        | Corey Johnson          | Holl Nándor       |
| Johan Werner        | Alekszandar Jovanovics |                   |
| Lucas Janssen       | Noah Jupe              |                   |

## Fogadtatás
A Rotten Tomatoes oldalán 20%-ot ért el 30 kritika alapján, és 3.8 pontot szerzett a tízből. A Metacritic honlapján 33 pontot szerzett a százból.
Jake Nevins, a The Guardian kritikusa egy csillagot adott a filmre az ötből.
Matt Fowler, az IGN kritikusa öt ponttal értékelte a tízből.